# Mateo 18

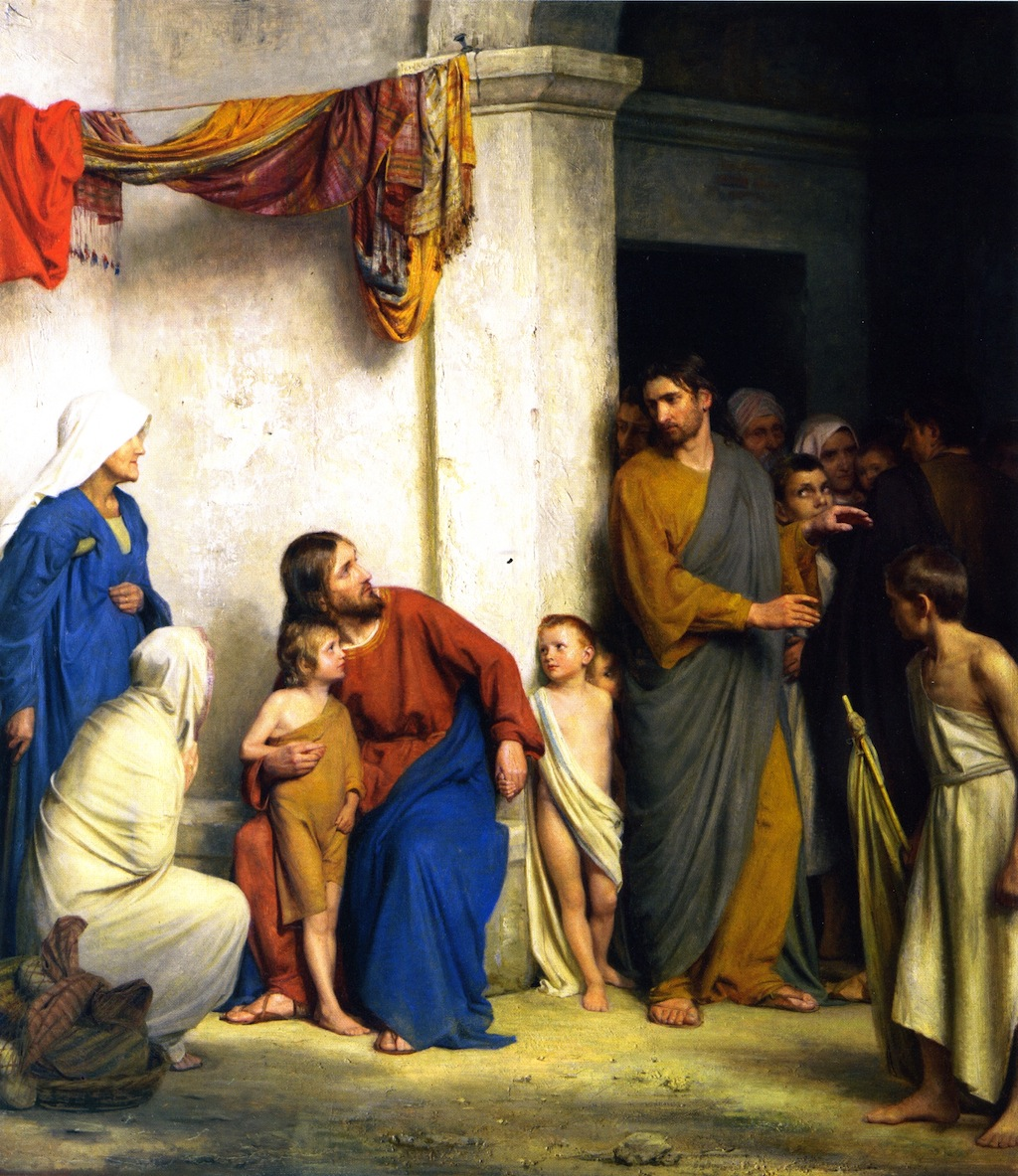
Jesús con los niños, por Carl Heinrich Bloch

El Capítulo 18 del Evangelio de Mateo contiene el cuarto de los cinco discursos de Mateo, también llamado el Discurso sobre la Iglesia o el discurso eclesiástico. En él se compara "el mayor en el Reino de los Cielos" con un niño, y también incluye las parábolas de la oveja perdida y el siervo que no perdona, la segunda de las cuales también se refiere al Reino de los Cielos. El tema general del discurso es la anticipación de una futura comunidad de seguidores, y el papel de sus apóstoles en dirigirla.
Dale Allison afirma que este capítulo ofrece "Instrucciones para la Iglesia". Dirigiéndose a sus apóstoles en Mateo 18:18, Jesús afirma: "todo lo que atéis en la tierra quedará atado en el cielo; y todo lo que desatéis en la tierra quedará desatado en el cielo". El discurso subraya la importancia de la humildad y la abnegación como virtudes elevadas dentro de la comunidad prevista. Enseña que en el Reino de Dios, lo que importa es la humildad infantil, no la prominencia social ni la influencia.

## Estructura

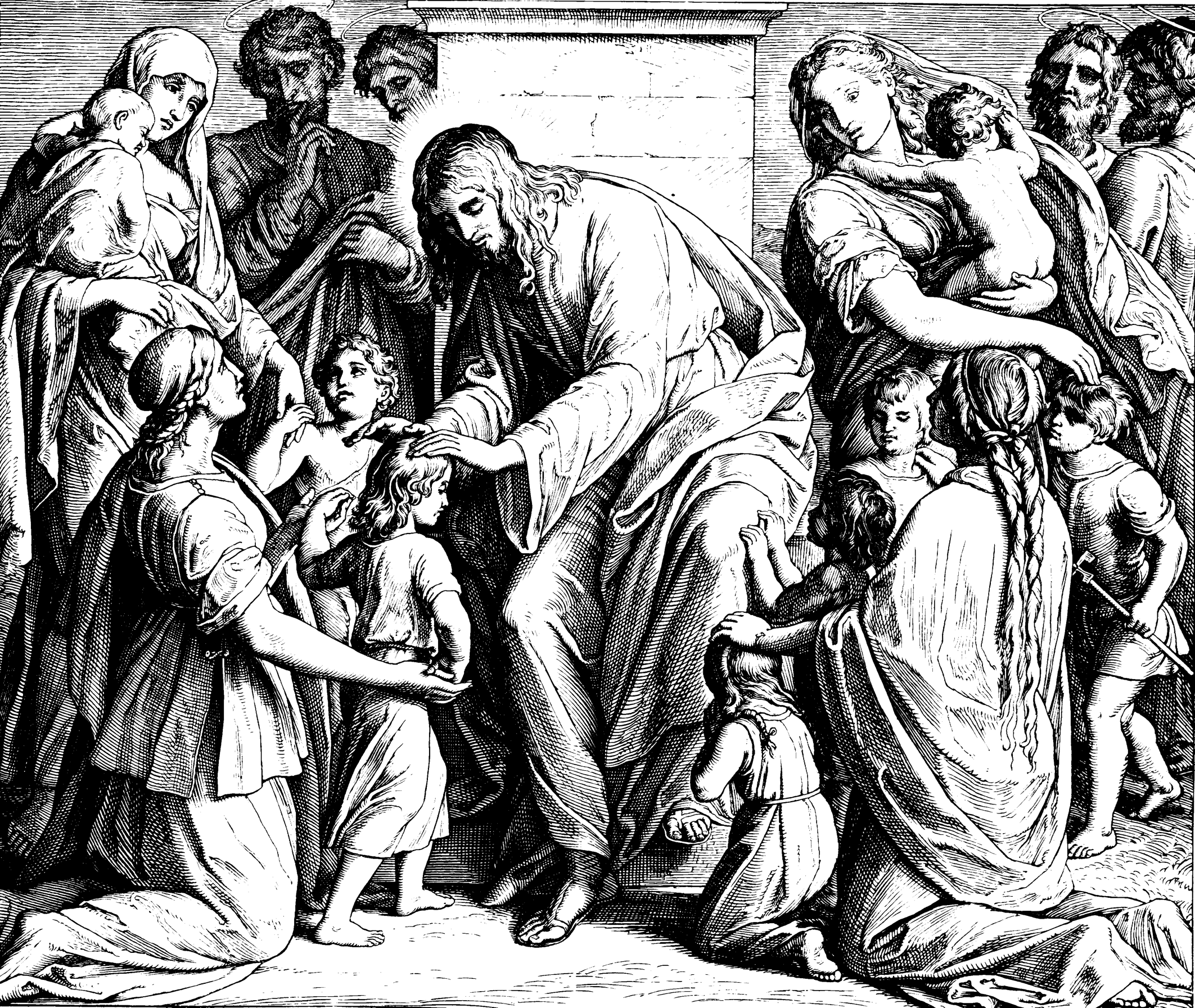
"Jesús enseña sobre la grandeza" por Julius Schnorr von Carolsfeld, 1860

El capítulo puede dividirse en las siguientes subsecciones:
- Los niños pequeños (18:1-5)
- Jesús advierte de los escándalos (18:6-7)
- Si tu mano te escandaliza (18:8-9)
- Parábola de la oveja perdida (18:10-14)
- Atar y desatar (18:15-18)
- Oración en común (18:19-20) [6]
- Parábola del siervo despiadado (18:21-35)

## Texto

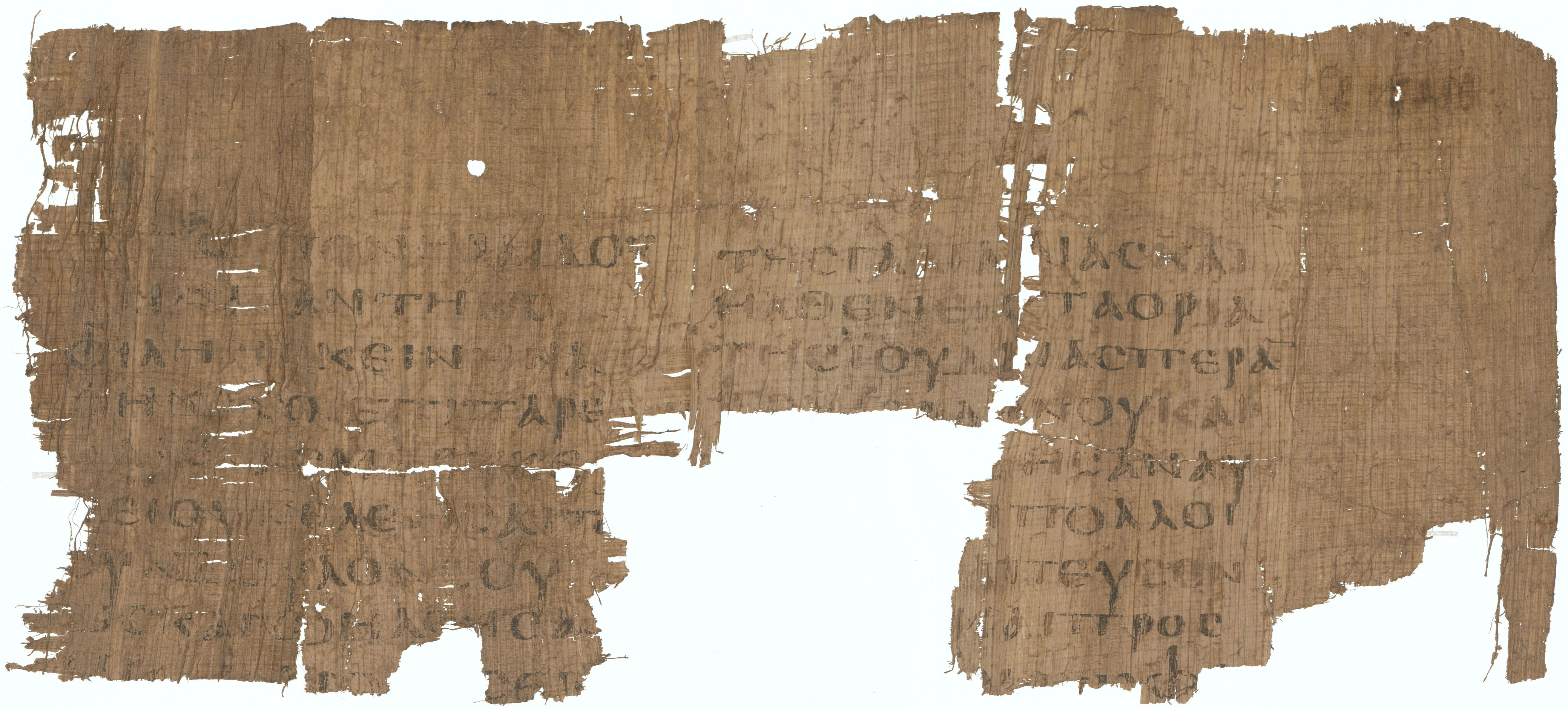
Mateo 18:32-34; 19:1-3,5-7,9-10 en el anverso del Papiro 25 del.

El texto original fue escrito en griego koiné. Este capítulo está dividido en 35 versículos.

### Testigos textuales
Algunos manuscritos antiguos que contienen el texto de este capítulo son:
- Papiro 25 (siglo IV; versículos 32-34 existentes)
- Codex Vaticanus (325-350)
- Codex Sinaiticus (330-360)
- Codex Bezae (~400)
- Codex Washingtonianus (~400)
- Codex Ephraemi Rescriptus (~450)
- Codex Purpureus Rossanensis (siglo VI)
- Codex Petropolitanus Purpureus (siglo VI; existen los versículos 6-25)
- Codex Sinopensis (siglo VI; se conservan los versículos 4-30)
- Papyrus 44 (siglos VI/XVII; se conservan los versículos 15-17, 19)

## Hacerse como niños (versículos 1-6)

### Versículo 3
Ciertamente os digo que si no os convertís y os hacéis como niños, de ningún modo entraréis en el reino de los cielos."
Convertíos se traduce más literalmente como convertíos... para ir en dirección contraria. La frase "entren en el reino de los cielos" aparece otras tres veces en el Evangelio, en Mateo 5:20, 7:21, y 23:13..

## Los escándalos

### Versículo 6
Pero a cualquiera que haga pecar a uno de estos pequeños que creen en mí, más le valdría que le colgaran al cuello una piedra de molino y lo ahogaran en lo profundo del mar.
Este versículo es la advertencia de Jesús acerca de hacer pecar a otras personas, particularmente a los niños ("uno de estos pequeños"). La imagen de una piedra de molino alrededor del cuello sirve para resaltar la gravedad del pecado de promover el pecado o animar a otros a pecar. El hecho de que Jesús afirme que "sería mejor" tener una cosa tan pesada alrededor del cuello y caer en las aguas del mar que cometer un acto muestra lo grave que es el acto de llevar a alguien por mal camino.

### Versículo 7
"¡Ay del mundo a causa de los escándalos! Porque es inevitable que vengan los escándalos, pero ¡ay de aquel hombre por quien viene el escándalo!
Ay del mundo (en griego οὐαὶ τῶ κόσμῳ, Ouai tō kosmō).
En 18:7, Jesús profiere "una exclamación de piedad al pensar en las miserias que sobrevienen a la humanidad por las pasiones ambiciosas".
Para resaltar su gravedad, Jesús utiliza imágenes hiperbólicas pero muy expresivas. Especialmente el escándalo es grave cuando se da a los preferidos de Jesús, los más débiles, como los niños.

### Versículo 11
ηλθεν γαρ ο υιος του ανθρωπου σωσαι το απολωλος
Porque el Hijo del Hombre ha venido a salvar lo que se había perdido. 
El versículo 11 está presente en algunos textos antiguos, pero no en otros. Aparece en el Textus Receptus, y la King James Version lo incluye, pero la New International Version lo omite y la omisión en el texto NU se señala en una nota a pie de página en la New King James Version.

### Comentarios
Al comienzo, ante la pregunta de los discípulos sobre quién es el más importante, responde Jesús con un gesto que parece una paradoja: 

Si me preguntáis qué es lo más esencial en la religión y en la disciplina de Jesucristo, os responderé: lo primero la humildad, lo segundo la humildad y lo tercero la humildad. 

## Corrección fraterna y poderes de los apóstoles

### Recuperar a los reincidentes (18:12-14)
La triple función de una iglesia local no es sólo recibir nuevos creyentes en su seno (cf. 18:1-11), sino también restaurar a los reincidentes y reconciliar a los hermanos (18:15-35). La restauración de los reincidentes es ilustrada por Jesús en la historia de la oveja perdida y el pastor amoroso, que es contada más ampliamente y elaborada en una historia de tres partes en Lucas 15 acerca de una oveja perdida, una pieza de plata perdida y un hijo perdido..

### Corrección fraterna
La tercera de las tres funciones de una iglesia local (después de recibir a los nuevos creyentes en 18:1-11 y restaurar a los reincidentes en 18:12-14) es reconciliar a los hermanos. Allison observa que "tan pronto como [Jesús] termina el tema de las medidas disciplinarias, habla de la reconciliación y el perdón. El efecto pastoral es lograr un equilibrio".
Jesús enseña que el intento de reconciliar a un hermano implica tres pasos: las Reglas del Amor Cristiano, las Reglas de la Ley Común y la Regla de los Apóstoles, a lo que sigue una exposición del perdón (18:21-22) acompañada de la parábola  del siervo despiadado sobre un hombre al que se le perdona la deuda pero se niega a perdonar a los demás y, por tanto, es castigado (18:23-35).
Con la práctica de la corrección fraterna, se especifica una manera de cooperar a la salvación del hermano que se ha desviado. La última solución —tenerlo por «pagano y publicano» — equivale a la excomunión, entendida como recurso final para salvar su alma.

#### Versículo 17
Y si se niega a oírlos, díselo a la iglesia. Pero si se niega incluso a escuchar a la iglesia, que sea para vosotros como un pagano y publicano.
Si un pecador sigue siendo recalcitrante, incluso después de que el asunto se lleve a toda la comunidad, entonces la persona debe ser considerada como "fuera de la comunidad" ("excomunión").

#### Versículo 18
En verdad os digo que todo lo que atéis en la tierra quedará atado en el cielo, y todo lo que desatéis en la tierra quedará desatado en el cielo".
La Tradición de la Iglesia ha entendido estas palabras del Señor en su sentido genuino, como actuando Cristo en la remisión de los pecados: 

Las palabras atar y desatar significan: aquél a quien excluyáis de vuestra comunión, será excluido de la comunión con Dios; aquél a quien recibáis de nuevo en vuestra comunión, Dios lo acogerá también en la suya. La reconciliación con la Iglesia es inseparable de la reconciliación con Dios.

Con el tiempo, la Iglesia, asistida por el Espíritu Santo, estableció las formas de celebrar el sacramento de la Penitencia: 

La Iglesia ha visto siempre un nexo esencial entre el juicio confiado a los sacerdotes en este Sacramento y la necesidad de que los penitentes manifiesten sus propios pecados, excepto en caso de imposibilidad. Por lo tanto, la confesión completa de los pecados graves, siendo por institución divina parte constitutiva del Sacramento, en modo alguno puede quedar confiada al libre juicio de los Pastores.

Referencias cruzadas: Mateo 16:19, Juan 20:23

#### Versículo 19
19»Os aseguro también que si dos de vosotros se ponen de acuerdo en la tierra sobre cualquier cosa que quieran pedir, mi Padre que está en los cielos se lo concederá. 
Este versículo se abre con "De nuevo, en verdad..." en la Nueva Versión Internacional, aprovechando la inclusión en griego de  «ἀμὴν», amēn, en algunos manuscritos.
Henry Alford relaciona este versículo con Marcos 10:35, donde Santiago y Juan casi repiten estas palabras, pero sin entenderlas bien: "Maestro", dijeron, "queremos que hagas por nosotros lo que te pidamos".
Finalmente, Jesús subraya el valor y el poder de la oración en común. La afirmación de Jesús debió de ser, para sus discípulos, reveladora de su carácter divino, pues había una expresión de los maestros de su tiempo que decía que cuando dos hombres se reúnen para ocuparse de las palabras de la Ley, Dios mismo está en medio de ellos. La doctrina de la Iglesia acude a este texto cuando enseña la presencia de Jesucristo en la liturgia: 

Cristo está siempre presente en su Iglesia, sobre todo en la acción litúrgica. Está presente en el sacrificio de la Misa, tanto en la persona del ministro, ofreciéndose ahora por ministerio de los sacerdotes el mismo que entonces se ofreció en la cruz, como, sobre todo, bajo las especies eucarísticas. Está presente con su fuerza en los sacramentos, de modo que, cuando alguien bautiza, es Cristo quien bautiza. Está presente en su palabra, pues, cuando se lee en la Iglesia la Sagrada Escritura, es Él quien habla. Está presenté, por último, cuando la Iglesia suplica y canta salmos, pues él mismo prometió: Donde dos o tres estén reunidos en mi nombre, allí estoy yo en medio de ellos. 

### Perdón de las ofensas (versículos 21-22)
A la pregunta de Pedro sobre el perdón Jesús contesta con una expresión que puede traducirse de dos maneras: «setenta veces siete» o «setenta y siete veces». La expresión podría entenderse como una antítesis de Génesis 4,24, donde se manifiestan los deseos de una venganza pertinaz por parte de Lamec: «Caín será vengado siete veces, pero Lamec lo será setenta y siete». Frente al «nunca perdonaré» de Lamec, Jesús dice que hay que perdonar «siempre»: 

No encerró el Señor el perdón en un número determinado, sino que dio a entender que hay que perdonar continuamente y siempre. 